# Harley-Davidson XR 1000
Pour les articles homonymes, voir XR et 1000 (nombre).
La XR 1000 est un modèle de motocyclette du constructeur américain Harley-Davidson.
En 1983, Harley-Davidson, désireuse de relancer la marque avant le lancement de son moteur évolution prêt à entrer en production, décide, à la suite des demandes répétées depuis de nombreuses années par les utilisateurs, de commercialiser un modèle sportif dérivé des fameuses XR 750, la XR 1000.
La XR 1000 a la particularité d'être assemblée sur la base de nouveaux carters, qui seront ceux des futures évolutions sporsters "tout aluminium", d'être dotée de cylindres en fonte plus courts que ceux des « 1000 fonte » en production actuelle, et de culasses accueillant chacune un carburateur.
Les cylindres plus courts sont obligatoires pour permettre le passage des gros cache-culbuteurs dans le cadre. De fait, la course de la bielle se trouve décalée sur le vilebrequin, qui est identique, ainsi que les bielles, à ceux de la gamme évo.
Les carburateurs Dell'Orto équipant la machine son munis d'énormes filtres à air, et sont disposés du côté droit de la machine.
Les échappements, remontent du côté gauche de la moto à hauteur de la cuisse.
Hormis les caractéristiques du moteur, le reste de la machine reste très proche de la production de série, les ressorts de la fourche reçoivent un tarage plus fort, le freinage composé de doubles disques à l'avant, est très performant contrairement au reste de la production, grâce à l'usage d'un répartiteur simple mais efficace, et de durites rigides sur la plupart de la longueur.
Sur une production totale de 1 177 machines, seulement 177 modèles de couleur noire et orange ont été fabriqués.
Les versions course, nommées XRTT, sont très rares, et très puissantes. Elles ont remporté de nombreuses victoires dans leurs catégories, et furent championne du monde plusieurs fois.
De nos jours, les machines d'origine, ou d'usine, sont devenues des collectors et il arrive fréquemment de les voir surcotées pour cause de rareté.